# Sekretariat Brewe do Władców i Listów Łacińskich
Sekretariat Brewe do Władców i Listów Łacińskich – w przeszłości jeden z najważniejszych urzędów Kurii Rzymskiej. Wyodrębnił się z Secretaria Apostolica powstałego 31 grudnia 1487. Zniesiony przez papieża Pawła VI w XX wieku.
Dzielił się na dwie sekcje, stanowiące początkowo dwa odrębne funkcjonalnie sekretariaty:
- Sekretariat Brewe do Władców - został wyodrębniony z Sekretariatu Apostolskiego na mocy bulli papieskiej Romanus Pontifex z kwietnia 1678 roku. Składał się z sekretarza, który był najczęściej prałatem i dwóch asystentów. Obowiązkiem sekretariatu było redagowanie brewe papieskich skierowanych do cesarzy, królów, książąt oraz innych osobistości o analogicznej randze[1][2].
- Sekretariat Listów Łacińskich - na czele stał sekretarz, który był najczęściej prałatem lub szambelanem papieskim. Do obowiązków sekretariatu należało pisanie listów mniej uroczystych, które papież kierował do różnych osobistości kościelnych (kardynałowie, patriarchowie, arcybiskupi, biskupi, przełożeni zakonni). Do zwyczajowych obowiązków sekretarza należało wygłaszanie mowy pogrzebowej na pogrzebie zmarłego papieża[2].

## Lista sekretarzy Brewe do Władców
- Tommaso Aldobrandini (1568-1570)
- Antonio Boccapaduli (1570-1589 i ponownie 1591-1593)
- Marcello Vestri Barbiani (1589-1591)
- Silvio Antoniani (1593-1603)
- Marzio Malagrida (1603-1605)
- Pietro Strozzi (1605-1618)
- Scipione Cobelluzzi (1618-1621)
- Giovanni Battista Ciampoli (1621-1632)
- Francisco Herrera (1632-1635)
- Giulio Rospigliosi (1635-1644)
- Felice Contelori (1644)
- Gasparo Simeoni (1644-1648)
- Francesco Nerli (1648-1653)
- Decio Azzolini (1653-1654)
- Natale Rondanini (1655-1657)
- Francesco Nerli (1657-1669)
- Mario Spinola (1670-1697)
- Ulisse Giuseppe Gozzadini (1697-1709)
- Giovanni Cristoforo Battelli (1709-1721)
- Matteo Scaglioni (1721-1724)
- Carlo Majella (1724-1738)
- Giovanni Vincenzo Lucchesini, wicesekretarz (1737–1738), sekretarz (1738-1744)
- Gaetano Amato (1744-1759)
- Tommaso Antonio Emaldi (1759-1762)
- Michel’Angelo Giacomelli (1762-1769)
- Benedetto Stay (1769-1801)
- Giuseppe Marotti (1801-1804)
- Giovanni Devoti (1804-1814)
- Domenico Testa (1814-1832)
- Gaspare Gasperini (1832-1848)
- Luca Pacifici (1848-1870)
- Francesco Mercurelli (1870-1884)
- Carlo Nocella (1884-1892)
- Alessandro Volpini (1892-1903)
- Vincenzo Sardi di Rivisondoli (1903-1908)
- Pietro Angelini (1908-1911)
- Aurelio Galli (1911-1923)
- Nicola Sebastiani (1923-1931)
- Antonio Bacci (1931-1960)
- Amleto Tondini (1960-1967)

## Lista sekretarzy Listów Łacińskich
- Francesco Zeccadoro (1700-1703)
- Giovanni Cristoforo Battelli (1703-1709)
- Domenico Riviera (1709-1716)
- Giovanni Vincenzo Lucchesini (1716-1737)
- Enea Silvio Piccolomini-Rustichini (1737-1745)
- Tommaso Antonio Emaldi (1745-1759)
- Michelangelo Giacomelli (1759-1762)
- Benedetto Stay (1762-1769)
- Filippo Maria Bonamici (1769-1780)
- Domenico Nardini (1780-1784)
- Calisto Marini (1784-1798)
- Giuseppe Marotti (1798-1801)
- Gioacchino Tosi (1801-1804)
- Domenico Testa (1804–1814)
- Raffaele Mazio (1814-1818, 1818-1824)
  - Filippo Schiassi (1818), nie objął urzędu
- Gaspare Gasperini (1824-1832)
- Carlo Vizzardelli (1832-1843)
- Luca Pacifici (1843-1848)
- Giovanni Battista Palma (1848)
- Domenico Fioramonti (1848-1862)
- Giovanni Sottovia (1862–1863)
- Francesco Mercurelli (1863-1870)
- Carlo Nocella (1870-1884)
- Alessandro Volpini (1884-1892)
- Vincenzo Tarozzi (1892-1903)
- Aurelio Galli (1903-1911)
- Pacifico Massella (1914-1922)
- Nicola Sebastiani (1922-1923)
  - Giuseppe Zaccarella, prosekretarz (1923-1931)
- Angelo Perugini (1931-1960)
- Giuseppe Del Ton (1960-1967)